# 小齿水狼蛛
小齿水狼蛛（学名：Pirata denticulatus）为狼蛛科水狼蛛属的动物。在中国大陆，分布于湖南、浙江等地，一般生活于田埂土缝、庭院土块以及山地草丛。该物种的模式产地在湖南张家界。
其种加词“Denticulatus”意为“具细齿的”。